# Окленд (округ)
Шаблон:StateAbbr_ 42°40′ пн. ш. 83°23′ зх. д. / 42.66° пн. ш. 83.38° зх. д.
Округ Окленд (англ. Oakland County) — округ (графство) у штаті Мічиган, США. Ідентифікатор округу 26125.

## Демографія
За даними перепису
2000 року
загальне населення округу становило 1194156 осіб, зокрема міського населення було 1132900, а сільського — 61256.
Серед мешканців округу чоловіків було 584660, а жінок — 609496. В окрузі було 471115 домогосподарств, 315392 родин, які мешкали в 492006 будинках.
Середній розмір родини становив 3,09.
Віковий розподіл населення поданий у таблиці:
| Стать    | До 15 років | 15-21 | 22-29 | 30-39 | 40-49  | 50-65 | 65-85 | Понад 85 |
| -------- | ----------- | ----- | ----- | ----- | ------ | ----- | ----- | -------- |
| Чоловіки | 129769      | 50050 | 59592 | 98725 | 99256  | 92880 | 49985 | 4403     |
| Жінки    | 122422      | 46817 | 60519 | 99381 | 103652 | 96134 | 68765 | 11806    |

## Суміжні округи
- Лапір — північний схід
- Маком — схід
- Вейн — південний схід
- Воштено — південний захід
- Лівінгстон — захід
- Дженесі — північний захід

## Виноски
1. ↑  U.S. Decennial Census. United States Census Bureau. Архів оригіналу за 26 квітня 2015. Процитовано 27 вересня 2014.
2. ↑  Historical Census Browser. University of Virginia Library. Архів оригіналу за 11 серпня 2012. Процитовано 27 вересня 2014.
3. ↑  Population of Counties by Decennial Census: 1900 to 1990. United States Census Bureau. Архів оригіналу за 15 лютого 2015. Процитовано 27 вересня 2014.
4. ↑  Census 2000 PHC-T-4. Ranking Tables for Counties: 1990 and 2000 (PDF). United States Census Bureau. Архів (PDF) оригіналу за 18 грудня 2014. Процитовано 27 вересня 2014.
5. ↑  State & County QuickFacts. United States Census Bureau. Архів оригіналу за 14 липня 2011. Процитовано 29 серпня 2013.(англ.) Наведено за англійською вікіпедією.
6. ↑  American FactFinder. Бюро перепису населення США. Архів оригіналу за 26 лютого 2012. Процитовано 31 січня 2008.

| США | Це незавершена стаття з географії США. Ви можете допомогти проєкту, виправивши або дописавши її. |